# Fastryga
Fastryga to szybki, tymczasowy ścieg prosty o dużej długości przeznaczony do usunięcia. Fastrygę stosuje się na wiele sposobów:
- Aby móc łatwo później przyszyć właściwy szew lub wykończenie, przed zrobieniem tego zszywa się tkaninę za pomocą ściegu o dużej długości wykonanego ręcznie lub maszynowo, zwanego ściegiem fastrygującym.
- Ścieg w kształcie litery X jest również bardzo powszechny na szlicach (rozcięciach) z tyłu marynarek lub na dole plisów na spódnicach. Takie fastrygi mają utrzymywać klapy w miejscu podczas wysyłki i podczas wystawiania w sklepie. Należy je usunąć przed założeniem; wielu kupujących nie zdaje sobie z tego sprawy[1]. Po zakupie należy również usunąć metki luźno przyfastrygowane na zewnętrznych krawędziach rękawów marynarek, a także damskich płaszczy zimowych. Są one przyszywane, żeby pomóc klientom w łatwej identyfikacji marek w sklepie bez sięgania do kołnierza[2].
- Aby tymczasowo przymocować koronkowy kołnierz, falbany lub inne wykończenia do odzieży tak, żeby można je potem było łatwo usunąć w celu wyczyszczenia lub założenia z innym ubraniem. W tym celu fastrygi są ręcznie szyte w taki sposób, aby były prawie niewidoczne z zewnątrz odzieży.
- Aby przenieść oznaczenia wzoru na tkaninę lub w inny sposób zaznaczyć punkt, w którym należy połączyć dwa kawałki tkaniny. Odbywa się to często przez dwie przeciwległe warstwy tej samej tkaniny, tak że gdy nici są przecinane między warstwami, ściegi będą w dokładnie tych samych miejscach dla obu warstw, oszczędzając w ten sposób czas na kredowanie i sczepianie drugiej warstwy.
- Ścieg fastrygowy jest często stosowany w pikowaniu lub hafcie.

## Galeria

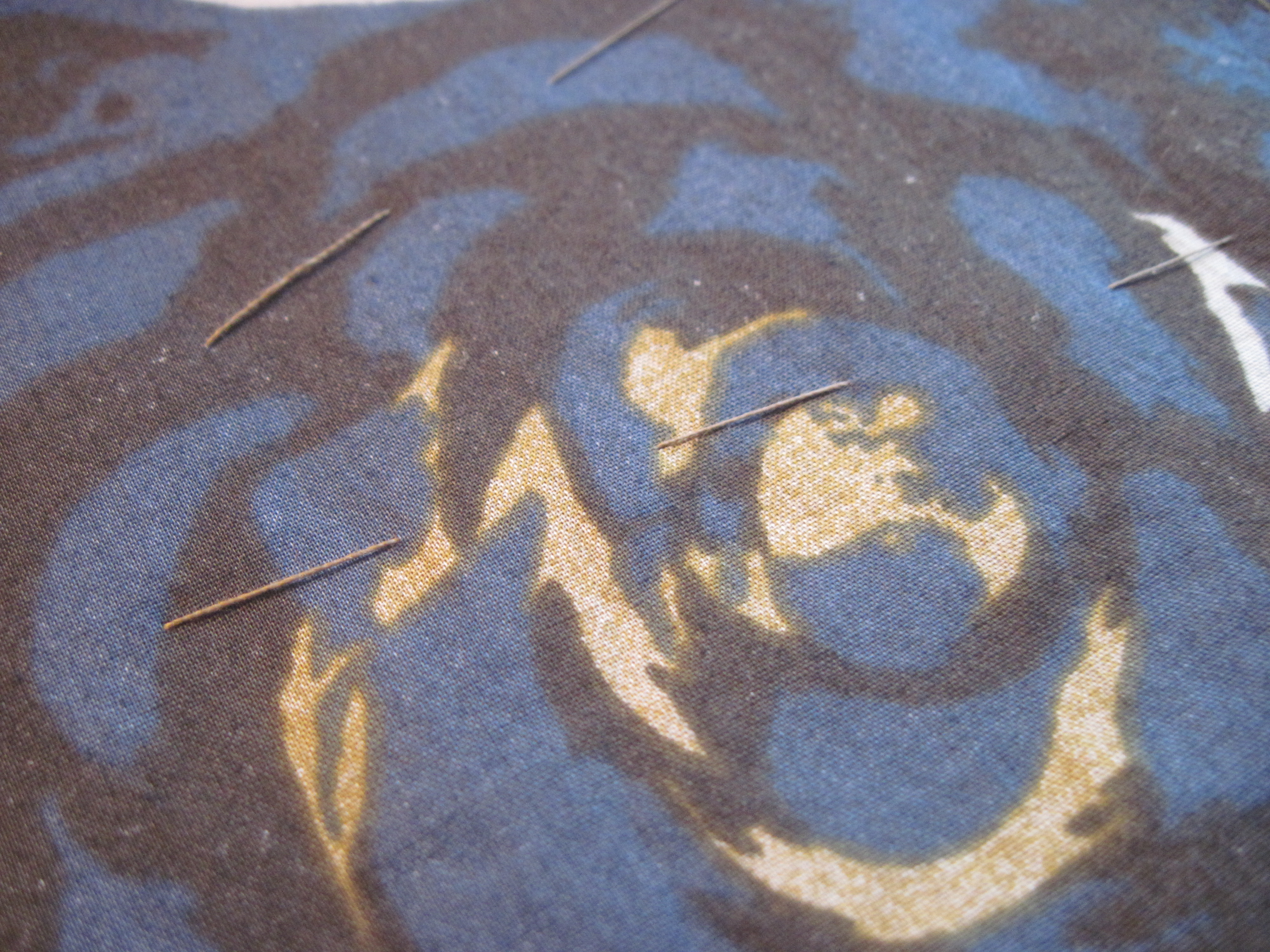
Fastryga po prawej stronie materiału
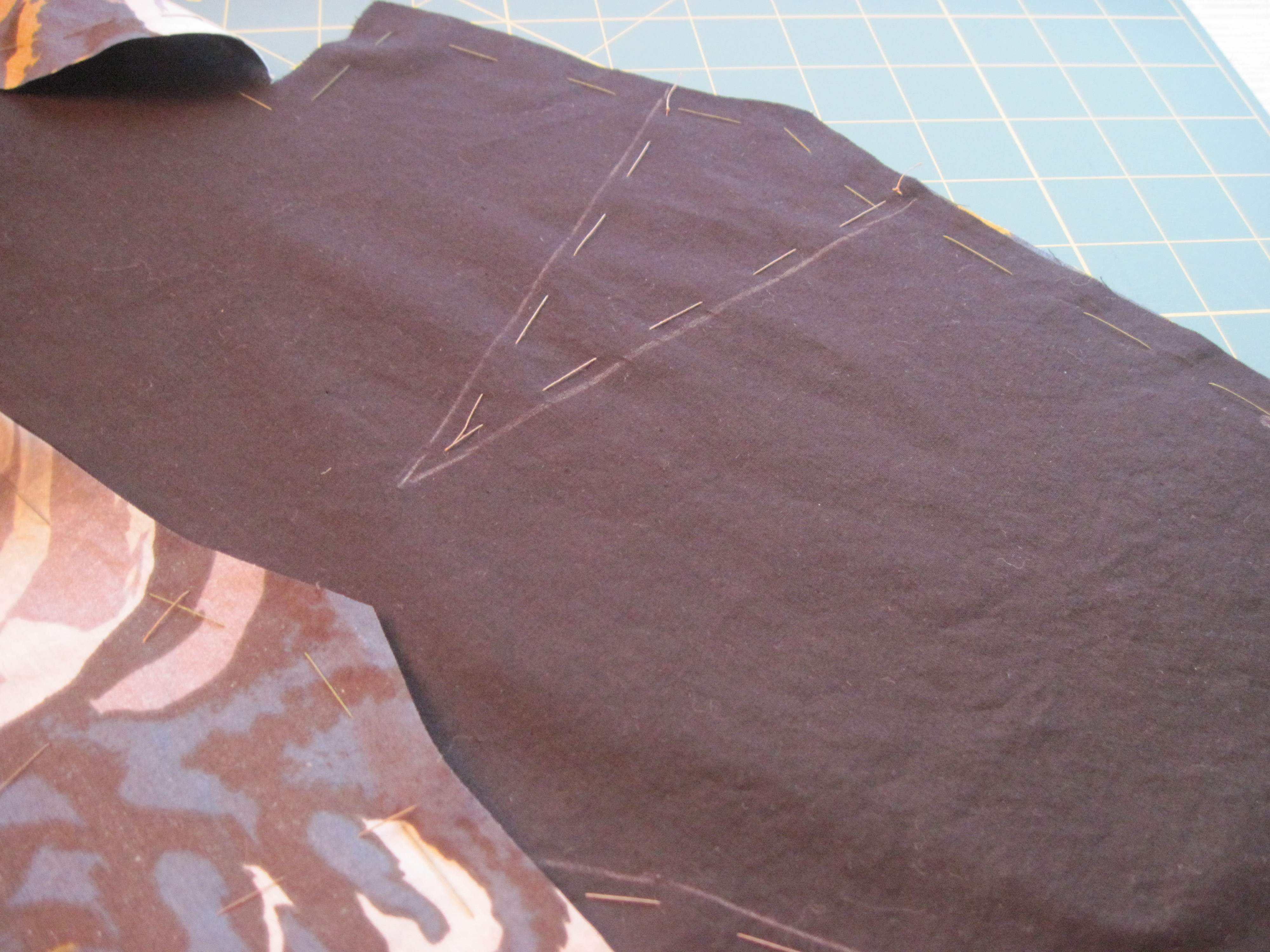
Wykrój jest przyfastrygowany do tkaniny przed cięciem. Fastryga jest obrysowana kredą krawiecką
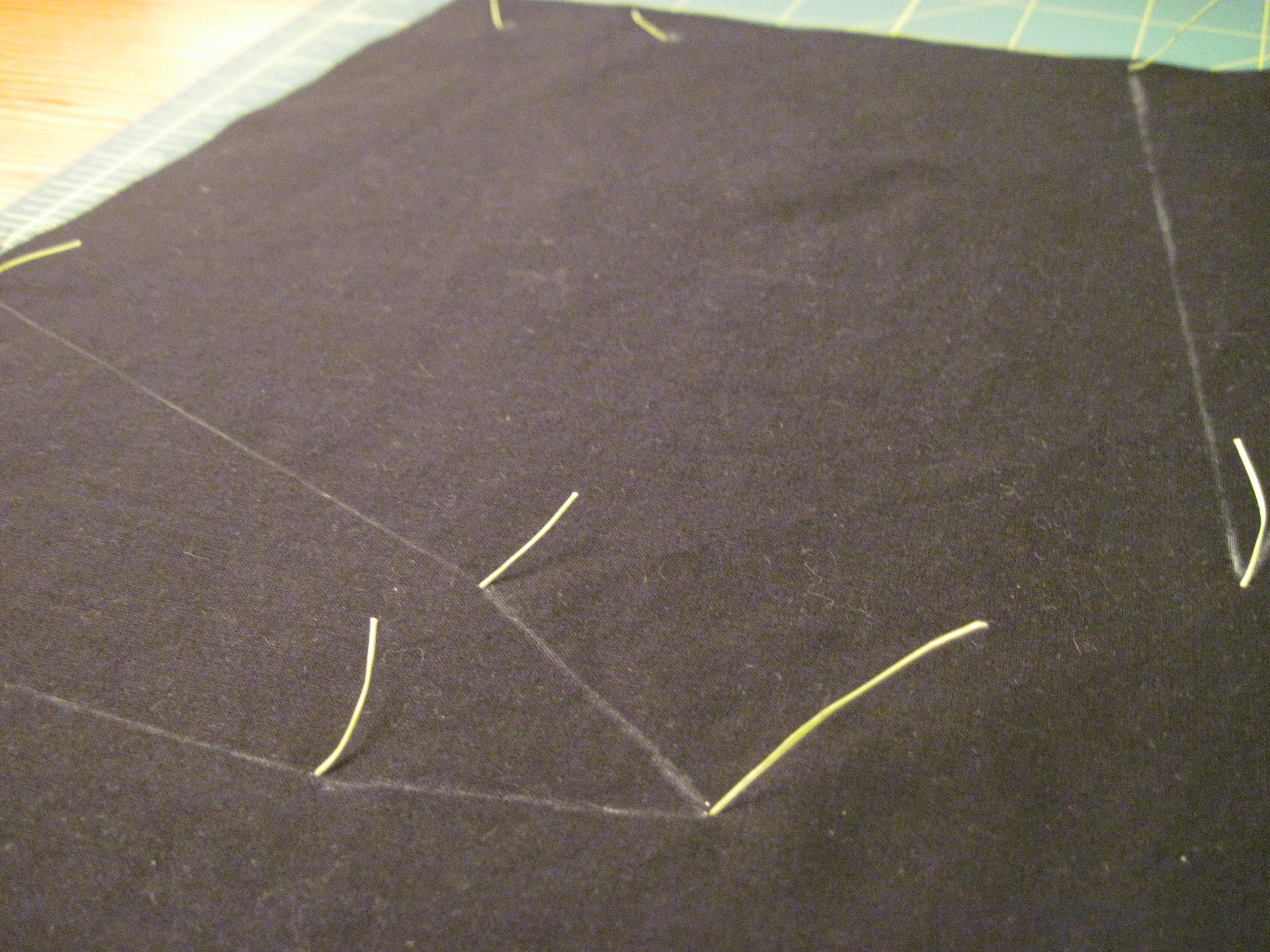
Fastrygi znakujące wzór wykroju